# メロン記念日 Live Tour 2003春 〜1st Anniversary〜
「メロン記念日 Live Tour 2003春 〜1st Anniversary〜」（メロンきねんび ライブツアー2003はる ファーストアニバーサリー）は、メロン記念日のライブビデオ。

## 収録曲
1. OPENING -メロン記念日のテーマ-
2. 赤いフリージア
3. MC-1
4. ガールズパワー・愛するパワー
5. 眠らない夜
6. MC-2
7. 甘いあなたの味
8. 恋愛レストラン
9. 夏の夜がデインジャー!
10. MC-3（柴田あゆみ・斉藤瞳）
11. MC-4（村田めぐみ・大谷雅恵）
12. 電話待っています（マルチアングル）
13. 愛メラメラ 恋ユラユラ
14. さぁ!恋人になろう（マルチアングル）
15. 映像コーナー -メロン記念日の告白記念日-
16. 告白記念日
17. ANNIVERSARY
18. 遠慮はなしよ!
19. MC-5
20. Wa!かっちょEなッ!
21. This is 運命
22. MC-6
23. 香水
24. MC-7
25. スキップ!
26. MC-8
27. ENDLESS YOUTH